# Tilia jiaodongensis
Tilia jiaodongensis är en malvaväxtart som beskrevs av S.B. Liang. Tilia jiaodongensis ingår i släktet lindar, och familjen malvaväxter. Inga underarter finns listade i Catalogue of Life.